# Knut Torell
Knut Emanuel Torell (Norra Sandsjö, 1885. május 1. – Österhaninge, 1966. december 24.) olimpiai bajnok svéd tornász.
Részt vett az 1912. évi nyári olimpiai játékokon, és tornában a svéd rendszerű csapat összetettben aranyérmes lett.
Klubcsapata a Stockholms GF volt.